# Forêt de la Pointe de Grave
Forêt de la Pointe de Grave este o arie protejată (sit de importanță comunitară — SCI) din Franța întinsă pe o suprafață de 302 ha, din care 5 % marine.

## Localizare
Centrul sitului Forêt de la Pointe de Grave este situat la coordonatele 45°33′47″N 1°04′55″W / 45.56314°N 1.08181°V.

## Înființare
Situl Forêt de la Pointe de Grave a fost declarat arie specială de conservare în baza directivei 92/43 din 1992 referitoare la conservarea habitatelor naturale și a faunei și florei sălbatice pentru a proteja 8 specii de animale.

## Biodiversitate
Situată în ecoregiunea atlantică, aria protejată conține 8 habitate naturale: Dune împădurite din regiunile atlantică, continentală și boreală, Depresiuni intradunale umede, Dune cu Salix repens ssp. argentea (Salicion arenariae), Dune de coastă fixe cu vegetație erbacee („dune gri”), Vegetație anuală la limita mareei, Dune mobile cu vegetație embrionară, Dune cu tufărișuri sclerofile Cisto-Lavenduletalia, Dune mobile de-a lungul țărmului cu Ammophila arenaria („dune albe”).
La baza desemnării sitului se află mai multe specii protejate:
- mamifere (5): liliac cârn (Barbastella barbastellus), liliac cu urechi mari (Myotis bechsteinii), liliac comun (Myotis myotis), liliacul mare cu potcoavă (Rhinolophus ferrumequinum), liliacul mic cu potcoavă (Rhinolophus hipposideros)
- nevertebrate (2): croitorul mare al stejarului (Cerambyx cerdo), rădașcă (Lucanus cervus)
- reptile (1): țestoasa de baltă (Emys orbicularis)

Pe lângă speciile protejate, pe teritoriul sitului au mai fost identificate 6 specii de plante, 22 de specii de păsări, 6 specii de amfibieni, 1 specie de mamifere, 8 specii de reptile.